# Urosigalphus flexus
Urosigalphus flexus är en stekelart som beskrevs av Gibson 1982. Urosigalphus flexus ingår i släktet Urosigalphus och familjen bracksteklar. Inga underarter finns listade i Catalogue of Life.